# Želimir
Želimir je moško osebno ime.

## Izvor imena
Ime Želimir je različica imena Željko.

## Pogostost imena
Po podatkih Statističnega urada Republike Slovenije je bilo na dan 31. decembra 2007 v Sloveniji 60 oseb z imenom Želimir.

## Znani nosilci imena
- Želimir Dobovišek